# سكات (فصيلة أسماك)
سكات (باللاتينية: Scatophagidae)، (بالإنجليزية: scats) هي عائلة صغيرة من الآسماك تنتمي إلى رتبة أسماك شبيهة الأفراخ فرخيات، وموطنها الأصلي المحيط الهندي وغرب المحيط الهادي .